# Leimiswil
Leimiswil est une localité et une ancienne commune suisse du canton de Berne, située dans l'arrondissement administratif de Haute-Argovie.
Depuis le 1er janvier 2010, l'ancienne commune a été intégrée dans celle de Madiswil.